# Arctosa togona
Arctosa togona är en spindelart som beskrevs av Roewer 1960. Arctosa togona ingår i släktet Arctosa och familjen vargspindlar.
Artens utbredningsområde är Togo. Inga underarter finns listade i Catalogue of Life.